# Parastheneboea imponens
Parastheneboea imponens är en insektsart som först beskrevs av Brunner von Wattenwyl 1907.  Parastheneboea imponens ingår i släktet Parastheneboea och familjen Diapheromeridae. Inga underarter finns listade i Catalogue of Life.